# Bleee... op. 9
Bleee... op. 9 – opera kameralna Jerzego Fryderyka Wojciechowskiego do dramatu Maliny Prześlugi o tym samym tytule. Premiera kompozycji miała miejsce w Teatrze Wielkim w Poznaniu 3 czerwca 2022 roku. Reżyserką spektaklu była Gosia Dębska, kierownikiem muzycznym Grzegorz Wierus, scenografię i kostiumy stworzyła Marta Dorożalska, a choreografię wykreował Wiktor Dawidiuk. Pierwszymi odtwórcami byli śpiewacy: Chaoran Zuo (Paź Królowej), Dominika Stefańska (Poczwarka Daria), Wojciech Dzwonkowski (Pająk Wiktor), Paula Jurkowska (Osa Mańka), Galina Kuklina (Ble) i tancerze: Louis Raphaneau (Karaluch Opa) i John Svensson (Karaluch Epa).
Dzieło w wyraźny sposób wykreowane jest w dwóch stylach muzycznych, które uzupełniają się poprzez wzajemne wpływy. Arie zostały skomponowane jako formy pieśni z wyraźnym odwołaniem do gatunków muzyki pop, natomiast recytatywy i ansamble stanowią przykłady stylu postmodernistycznego. W operze znajdują się również stosowane przez Wojciechowskiego palimpsesty, które charakteryzują się nadpisywaniem nad zapożyczonym fragmentem muzycznym własnej i oryginalnej warstwy dźwiękowej.